# 65 Девы
65 Девы (лат. 65 Virginis), HD 116365 — одиночная звезда в созвездии Девы на расстоянии приблизительно 804 световых лет (около 247 парсек) от Солнца. Визуальная звёздная величина звезды — +5,858m. Возраст звезды определён как около 5,75 млрд лет.

## Характеристики
65 Девы — оранжевый гигант спектрального класса K0, или K3III, или K4III. Масса — около 2,924 солнечной, радиус — около 43,085 солнечного, светимость — около 421,613 солнечной. Эффективная температура — около 4180 K.

## Планетная система
В 2019 году учёными, анализирующими данные проектов Hipparcos и Gaia, у звезды обнаружена планета HIP 65323 b.